# Lithostege arizonata
Lithostege arizonata là một loài bướm đêm trong họ Geometridae.